# ピコラ♥ピコラ
『ピコラ♡ピコラ』は、たちいりハルコによる日本のギャグ漫画作品。小学館の漫画雑誌『週刊少女コミック』1976年16号から1983年24号まで連載された。単行本は全7巻で、第1巻から第5巻までは「フラワーコミックス」として小学館から、第6巻と第7巻は「別冊エースファイブコミックス<少女版>」として松文館から刊行された。第8回日本漫画家協会賞優秀賞（1979年度）を受賞。
本作はほとんどが1話2頁か4頁あるいは5頁の短編だが、まれに6頁以上の話もある。同時期に小学館の子供雑誌で連載されていた、同じ作者の漫画『パンク・ポンク』よりは登場人物のアラヤダがアダルトネタを振りまくせいか大人っぽい話が多い。その時代の流行を取り入れた内容が多い。

## あらすじ
インコのピコラと少女コミイ、コミイの友だちの少年ルネ、コミイの伯母アラヤダを中心とする、ほのぼのしたり、ハラハラしたりする物語。ピコラを始めとする登場動物が人間と同じようにしゃべったり食べたりして、扱いはペットだが人間と共同生活をする。しゃべれない動物もいるが、人間の言葉は理解する。
ある日、主人公の少女コミイが空から飛んできたインコをペットにする。そのインコはまるまると太っていて、体がコミイより大きく、自称どおりピコラと呼ばれることになる。ピコラは雑食で人形まで食べようとし、過食のためにますます太り、コミイにときどき「ブタインコ」とか「ブスインコちゃん！」とか言われる。ピコラは『ふたりのロッテ』や
テレビで見た映画のキスシーンやブルース・リーなどに次々と興味を示し、過度に影響を受けたり曲解したりして、コミイやルネを当惑させたり困らせたりする。そのうちピコラはいつのまにか言葉をだいぶ話すようになり、アルバイトで客の呼び込みまでしたりもする。
ピコラは夏にコミイとルネと一緒に海に行ったり、お化け屋敷に行ったりする。ピコラはコミイの作る料理に不満があり、テレビで『きょうの料理』を見て料理を覚え、料理が出来るようになると、料理べたのコミイとは違って料理上手になる。コミイの母の姉であるアラヤダおばさんが訪ねて来て、ひと騒動あったあと、ピコラはオウムのロージィに一目ぼれするが失恋に終わる。

## キャラクター
ピコラ
突然、コミイの元にやってきた、大型の緑色のインコ。身長は連載始めはコミイより高かったが、物語が進むにつれコミイたちが成長したのかコミイより低くなる。体型はかなりの肥満。性別はオス。初恋はメスのオウムのロージィだが、次に犬のジョゼフィンを好きになる。コミイの所に来た時は飛んでやってきたが、普段は飛ばない。窮地で夢幻状態に入ると隠されている羽が伸びて空を飛ぶことがある。空を飛ぶときは記憶がないことが多い。性格はちょっとドジでやきもち焼きだが、優しくて愛嬌がある。手先が非常に器用で料理や手芸が得意でコミイの家の家事を物語中盤から一気に引き受けている。喧嘩は体格の割に弱くコミイやホゲにやられることが多い 食べることが大好きで、なんでも食べ物に結び付けるところがある。口癖は「プギ」「ブギャ〜」「プッ」「プギリパ」など。演歌歌手が好き。
コミイ
両親がつけた本名はコミ。ピコラの飼い主でピコラからは「コミちゃん」と呼ばれる。両親は外国で働いているため13歳ながらも一人暮らしだったが、ピコラがやってきてから二人で暮らすことになる。性格は連載始めの頃はズボラで狂暴なところが目立っていたが、物語が進むにつれ、可愛いく優しい面も見せるようになる。喧嘩は強いがスポーツは苦手で運動会が大嫌い。家事も大の苦手で料理も手芸も下手。本作恒例のバザーではいつもブサイクなクッションを作っては売れ残っている。ピコラが作った商品はいつも完売。またルネがコミイの作ったクッションを買って使った時、中に裁ち鋏と多数の針が残っていて怪我をしたこともある。大好物はカボチャで大嫌いなのは毛虫。宝塚の大ファンでもある。
ルネ
コミイのボーイフレンド。しっかりもので優等生肌だが意外にエッチな面もある。連載始めの頃はコミイがルネに熱をあげていたが、物語が進むにつれルネもコミイに熱をあげるそぶりを見せる場面が増える。1巻では「コミイと結婚なんて考えてない」と言いコミイを落胆させるが、5巻ではコミイの尻にひかれっぱなしのピコラに向かい「しっかりしろ、僕がコミイと結婚した時今のままでは困る」と言っている。名前は欧米系の名前だが、日本人でコミイと同い年。コミイとピコラの喧嘩の仲裁役を良くやらされて、双方の良き理解者である。
アラヤダおばさん
コミイの母の姉。「あらヤダ〜」が口癖で、服のサイズはキングLLサイズでピコラ以上の肥満体の持ち主。性格は豪快で図々しく人にたかるのが大好きな反面、ピコラには意外と優しい面を見せる場面もある。大型バイクを乗り回すほどの怪力と身体能力の持ち主で熊と戦っても勝つ。年齢は物語の終わり頃まで非公開で本人曰く「20歳」あたりだったが、どうやら38歳らしいことがベビーシッターのバイト編で判明する。仕事はアルバイトを気が向いた時にするだけなので常に貧乏で、ドンブリ君というカップラーメンが主食。流行りものに弱くジュリーやマッチャといった男性流行歌手が大好き。独り暮らしの独身生活が長く男性に対して異常な執着心を見せるが男性には報われず、オスの熊にしかもてない。年少の読者に不向きなおばさんネタも多いので、単行本に収録されていない回がある。
アラウソ
外国で働いているコミイの母で性格はコミイと同じズボラなところがある。ピコラとは最初相性が良くなかったが、徐々に解消される。実の姉のアラヤダとは正反対のスラっとした美人。子供の頃はコミイそっくりな容姿だった。アラヤダとは会えば喧嘩がたえない間柄。「あらウソ〜」というのが口癖。
ロージィ
ピコラの初恋のオウムの女の子。お金持ちに飼われていて別荘に来たときにピコラと出会い、ピコラの求愛に応じるも、ピコラをイノシシと勘違いしたまま別荘から町に帰ってしまい、ピコラを悲しませる。「愛してる〜〜っ!!」などと大声で話しかけられるとオウム返しで物真似をする癖がある。
ジョゼフィン
白いふわふわしたメス犬で公園でピコラと会い意気投合する。物語の中盤で隣町の名犬と結婚する回がありピコラを失望させるが、この回は単行本ではカットされており、それ以降の回もピコラのガールフレンドとして登場する。明るくて可愛い性格だが、ちょっと気が強いところもある。ピコラに対して笑いながら「きゃっわゆーい！」というのが口癖。飼い主はコミイの女友達のサリー。
スミレちゃん
ピコラに一目ぼれをするアヒルの女の子。性格は決して悪くはないが、顔が非常に醜く周囲から「ブスアヒル」と呼ばれ虐げられて育ったせいか、暗くて劣等感の塊な面が目立つ。母親がそんなスミレを心配して、将来自分一人で生きていけるようにお金儲けを覚えるように育てたことから、お金への執着が強い。ピコラに対しては普段は尽くすが、時にはお金にがめつい面を見せてピコラを不快にさせることがある。ブスをなんとかしようと高級パックや厚化粧をすることもあるが、かえってピコラたちから怖がられたりする。
ミズラくん
スミレちゃんの飼い主で、古代風のみずら頭がトレードマーク。ブスでお金にしか興味がないスミレをペットショップで見かけ、あまりに不憫なので飼ってあげるという優しい心の持ち主。何かとスミレのことを心配しているが、スミレの顔害で倒れたりすることも。
しょう太くん
ブスで暗いため誰にも愛されなかったスミレを「美しい」と言って愛し求婚するアヒルの男の子。どうやら美的感覚が一般と異なることが判明。スミレも彼の一途な愛に答えようとするが、しょう太の飼い主が急にしょう太を連れてブラジルに行ったため、結婚は暗礁にのりあげる。しょう太はブラジルから脱出してスミレに会いに行こうとしたがその後は不明。
イネカリ・マサオ
お金持ちのお坊ちゃんで美男子のコミイの町のアイドル男子でコミイも最初は憧れていたが、実はイヤミで意地悪でコミイやピコラを「貧乏人」と言い馬鹿にするのでコミイと犬猿の仲になる。鳥を飼うことが好きで、ピコラを自分の家の鳥にするつもりだった。ホゲとポケというヒマラヤ・ホゲホゲ・インコという世界有数の高級な鳥を飼っており、自分の旅行の時には何故か仲の悪いコミイに自分の鳥をあずけることもある。
ホゲ
イネカリが飼っているオスのヒマラヤ・ホゲホゲ・インコ。性格は悪いが飼い主のようなイヤミ系でなく、狂暴でピコラを殴っていじめる。実はイネカリのエリート教育が嫌でひねくれているだけで、本当はピコラと同じ庶民的なことがしたいことが判明する。ヒマラヤ・ホゲホゲ・インコ特有の「ハゲ頭」がコンプレックスでもある。人間の言葉はしゃべれず「ホゲー」としか言えない。
ポケ
ホゲの従弟だが体格は人間と変わらないホゲと対照的に小さくて愛らしい。可愛い見た目と他人を思いやる優しい性格で、コミイを始めとする人間から可愛がられる。ピコラから焼きもちを焼かれて冷たくされることもあるが、それでもピコラを恨まないよく出来たインコでやがてピコラの弟分に。ホゲとは違い人間の言葉は喋れる「ポケポケ」というのが口癖。
ブーさん
体格がピコラと同じぐらいの太ったオスのブタで、やがてピコラの大親友になる。ダジャレの名人で主に「ブタ」を題材にしたシャレをいつも言っている。飼い主に何度もトンカツにされそうになったり、結婚して子豚が二匹産まれダジャレ大会に出てサーカスのスターになるも、子供と離されそうになり、また逃げてきたりと苦労がたえないが明るくて前向きな性格で窮地をいつも乗り切って、ピコラを安心させている。
熊（クマ、クマ公）
黒い大きなオスの熊。雪山でアラヤダおばさんに会い一目ぼれ、それから山を降り動物園の飼育係山川氏のところで世話になる。動物園に就職してからもアラヤダのことが忘れられず、常に悶々としている。アラヤダ以外のものには興味がない一途な性格。「ガルル」「ウォーン」としか言えず人間の言葉はしゃべれないが、人間の言葉はわかる。アラヤダからは「クマ公」と呼ばれている。
山川氏
「ハプププ」というのが口癖の動物園の飼育係、実家はクマの湯温泉という温泉旅館を経営している、クマのためにアラヤダやピコラたちを実家に招待したことがある。とにかくクマの良き理解者で、なんとかクマとアラヤダに結ばれてほしいと思っている。アラヤダのことを「ミス・アラヤダ」と呼んでいる。